# Ptolemeu de Jericó
Ptolemeu de Jerico, fill d'Abub, és un personatge bíblic de l'Antic Testament que apareix al Primer llibre dels Macabeus.
Era (el seu nom ho indica) d'origen grec, probablement d'una familia de cert rang de l'Imperi Selèucida. Es va casar amb una filla de Simó Macabeu, el nom de la qual és desconegut.
Era el governador de la plana de Jericó i tenia abundants riqueses. El 135 aC o 134 aC Ptolemeu, en combinació amb el rei selèucida Antíoc VII Sidetes, va formar una conspiració per obtenir el govern de Judea per compte dels selèucides, i en un banquet es va apoderar del seu sogre Simó i el va executar junt amb dos fills d'aquest (per tant els seus cunyats), Judes i Mataties. El tercer fill, Joan Hircà I es va poder escapar i es va proclamar gran sacerdot.
La sort final de Ptolemeu no és coneguda, però o bé va poder fugir a territori selèucida o bé fou mort per Joan Hircà.
A la Divina Comèdia de Dante Alighieri, els traïdors als hostes reben un dels pitjors càstigs de l'infern a la zona Ptolemea, anomenada així per Ptolemeu de Jericó.